# Сцифомедузе
Сцифомедузе (Scyphozoa) су класа дупљара (жарњака) код којих је доминантан облик медузе, док је полипоидна форма сведена на сићушну ларву. Тело им је бледуњаво или прозрачно па се кроз телесни зид могу уочити јако обојени (жуто, црвено, наранџасто) унутрашњи органи.
Сродне су са хидромедузама (медузе из класе Hydrozoa)  и сличне су са њима по грађи мада има и разлика:
- сцифомедузе су крупније па тако могу достићи импозантних 2 m у пречнику са 10-15 m дугачким пипцима;
- по ободу звона немају велум;
- поседују усне ручице које им помажу у хватању плена; ове ручице су режњевити наставци крајева уста снабдевени жарним и жлезданим ћелијама; ако плен није умртвљен онда га жарне ћелије убијају, а затим жлездане излучују ензиме за варење;
- од желуца полази систем радијалних канала који може бити веома сложен;
- на ободу звона налазе се специјални органи ропалије којих има 4-16;
- гонаде им постају од ендодерма за разлику од хидромедуза код којих настају од ектодерма;
- младе медузе (ефире) настају стробилацијом полипа (scyphostom).